# Rekansjön
Rekansjön är en sjö i Vilhelmina kommun i Lappland och ingår i Ångermanälvens huvudavrinningsområde. Sjön har en area på 1,12 kvadratkilometer och ligger 536,1 meter över havet. Sjön avvattnas av vattendraget Rekanbäcken.

## Delavrinningsområde
Rekansjön ingår i det delavrinningsområde (721035-150309) som SMHI kallar för Utloppet av Rekansjön. Medelhöjden är 566 meter över havet och ytan är 7,08 kvadratkilometer. Det finns inga avrinningsområden uppströms utan avrinningsområdet är högsta punkten. Rekanbäcken som avvattnar avrinningsområdet har biflödesordning 3, vilket innebär att vattnet flödar genom totalt 3 vattendrag innan det når havet efter 341 kilometer. Avrinningsområdet består mestadels av skog (71 procent). Avrinningsområdet har 1,1 kvadratkilometer vattenytor vilket ger det en sjöprocent på 15,5 procent.